# Parco Gino Cassinis
Il parco Cassinis, noto come parco delle Rose, è un parco della città di Milano. È intitolato a Gino Cassinis, rettore del Politecnico, presidente dell'Accademia dei Lincei e sindaco di Milano dal 21 gennaio 1961 alla sua morte, il 13 gennaio 1964.
È stato realizzato a Rogoredo su un'area in precedenza appartenuta all'abbazia di Chiaravalle, che i monaci bonificarono a partire dall'XI secolo e coltivarono a riso dopo la metà del XVI e conosciuta anche come Porto di Mare.

## Perché il Porto di Mare
Milano era collegata al mare Adriatico, via Ticino-Po, dal 16 agosto 1819 quando fu inaugurato e definitivamente aperto il naviglio Pavese e fino all'unità d'Italia vi furono anche diversi tentativi di collegare direttamente Venezia e il lago Maggiore con regolari linee a vapore. I traffici comunque, indipendentemente dal tipo di natanti, erano intensi. Al loro ulteriore sviluppo si opponevano due ostacoli tecnici di grande peso: la sezione dei canali,  e il posizionamento della Darsena di Porta Ticinese, il porto nel centro cittadino da decentrare. Nei decenni successivi all'Unità, le finanze del Regno non consentivano investimenti di tale portata, anche perché la rete dei trasporti preunitaria era frammentata a causa dei confini da poco caduti e del Lombardo-Veneto che aveva una rete viaria e ferroviaria eccellente ma orientata da ovest a est e le risorse disponibili dovettero essere indirizzate soprattutto ai collegamenti nord-sud.
A Milano, lo sbocco diretto al mare era una costante del pensiero politico-economico e trasportistico fino dal medio evo o, secondo Landolfo Seniore, addirittura dai tempi romani, quando la Vettabbia, navigabile, consentiva attraverso il Lambro il raggiungimento del Po e del mare Adriatico. Alla fine del XIX secolo, l'aggiornamento tecnologico delle vie navigabili era di conseguenza al vertice della considerazione di imprenditori e politici. Nel 1907 fu approvato dal comune un progetto che prevedeva la completa risistemazione della navigazione Po-Svizzera e nell'ambito di tale progetto, il nuovo porto doveva sorgere sull'area dell'attuale parco. Il cantiere fu aperto nel 1919 e diede luogo, per affioramento, a un bacino che fu colmato con materiale di riporto soltanto negli anni cinquanta. Nel frattempo i lavori, sia "in porto" sia lungo il canale furono interrotti e ripresi svariate volte e a Rogoredo aprì uno stabilimento balneare con relativo dancing, il parco delle Rose appunto, e un nuovo piccolo paradiso per i pescatori.

## Flora e attrezzature
Il parco Cassinis è il più naturale fra tutti quelli cittadini: è un grande prato ondulato (a causa dei riempimenti), solo parzialmente boscato a nord parallelamente al raccordo per l'autostrada del Sole verso San Donato Milanese. Non è cintato. Ha una strada asfaltata che ne traccia la mezzeria. Tra gli alberi presenti si possono citare l'acero, l'olmo, l'ontano, il platano, la robinia, la quercia, il tiglio e begli esemplari di salice piangente.